# Agence japonaise de coopération internationale
L'Agence japonaise de coopération internationale (独立行政法人国際協力機構, Dokuritsu gyōseihōjin kokusai kyōryoku kikō), abrégé JICA, de l’anglais Japan International Cooperation Agency, est une agence gouvernementale indépendante qui coordonne l'aide publique au développement du Japon. 
Elle se donne pour missions d'aider au développement économique et social des pays en développement et de promouvoir la coopération internationale.
L'organisme actuel a vu le jour le 1er octobre 2003 conformément au projet défini par la loi sur l'agence gouvernementale indépendante de coopération nationale (2002). Il succède à l'Agence (japonaise) de coopération internationale (connue sous le même acronyme de JICA) ; celle-ci, fondée en 1974, était un organisme semi-gouvernemental placé sous l'autorité du ministère des Affaires étrangères.
Depuis 2012, elle est présidée par Akihito Tanaka, qui a succédé à Sadako Ogata, ancien Haut Commissaire des Nations unies pour les réfugiés.